# ベイリー夫妻
ベイリー夫妻こと、モーリス・ベイリー（Maurice Bailey）とマラリン・ベイリー（Maralyn Bailey）はイギリス人の夫婦。1973年に太平洋をゴム製のいかだで118日間漂流した後に救助された経験を持つ。
マラリン・ベイリーは1941年4月24日にイギリス、ノッティンガムに、マラリン・ハリソン（Maralyn Harrison）として生まれた。マラリンとモーリスは1963年に結婚した。

## 117日間の漂流
ベイリー夫妻のサバイバル物語は、本来の日数より短い『117 Days Adrift』（117日間の漂流）という題名で出版された。これは最初のニュース記事の見出しが間違っていたためで、報道との一貫性を保つために「117日」のままで出版された。
ベイリー夫妻の旅は、イングランドのサウサンプトンから9.4メートルのヨット『Auralyn』に乗って出発したのが始まりだった。目的地はニュージーランドであった。彼らは2月にパナマ運河を無事通過し、ガラパゴス諸島に向かう途中であった。1973年3月4日夜明けに、ヨットがクジラ1頭に衝突し、深刻な損傷を受けた。ベイリー夫妻は救命いかだ兼ディンギーを展張し、ある程度の食料とコンパス、その他を含む物資をいかだに移して回収した後、『Auralyn』が波の下に姿を消すのを見届けた。彼らは生き残るために雨水を集め、わずかな食料がなくなってからは素手や釣り針に加工した安全ピンで捕らえたカメや海鳥、魚といった海の生き物を食べた。
夫婦は太平洋を漂流している最中、船を合計7隻見たが、発煙筒がうまく機能せず、また緊急キットに信号鏡が含まれていなかったために、船の注意を引けなかった。救命いかだは徐々に壊れ始め、たびたび空気を入れ直す必要が生じた。漂流の最初のうちは読書をしたりトランプで遊んだりしたが、後には栄養失調と床との摩擦による痛みにひどく苦しんだ。後者はいかだの床が濡れた状態だったために悪化した。彼らはサメやイルカにも遭遇し、激しい嵐にも耐えねばならなかった。
ベイリー夫妻は約2,400キロメートル漂流した後、1973年6月30日に韓国の漁船『Weolmi 306』の乗組員によって救助された。船ははじめいかだを通り過ぎてしまったが、その後いかだを発見し、夫妻を救助した。夫婦は衰弱した状態で救助された。2人とも約18キログラムも痩せ、立つことがやっとの状態であった。『Weolmi 306』は彼らをハワイのホノルルに連れて行った。

## その後
ベイリー夫妻はイングランドに戻り、『117 Days Adrift』という題名で自身の漂流記をまとめた。1974年にAdlard Coles Nauticalによって本が出版された（アメリカでは題名が『Staying Alive!』となった）。翌年に、彼らは新しいヨット『Auralyn II』で海に戻った。
マラリン・ベイリーは2002年に61歳で死去し、モーリス・ベイリーは2018年12月に死去した。

## 関連文献
- 椎名誠『漂流者は何を食べていたか』新潮社、東京、2021年。ISBN 978-4-10-603869-3。OCLC 1262093454。